# Mark Zhitnitski
Mark Solomonovitsch Zhitnitski (belarussisch Марк Саламонавіч Жытніцкі, russisch Марк Соломонович Житницкий ‚Mark Solomonowitsch Schitnizki‘, hebräisch מארק סולומונוביץ' ז'יטניצקי; * 1903 in Mogiljow, Russisches Kaiserreich, heute Belarus; † 1993 in Tel Aviv, Israel) war ein israelischer und belarussischer Künstler und Graphiker. Er war Mitglied des Künstlerverbands der UdSSR bis 1971, zudem Mitglied des Künstlerverbands Israels.

## Leben
Mark Zhitnitski beendete vier Klassen der säkularen Schule „Talmud Tora“. Seine künstlerischen Fähigkeiten zeichneten sich bereits in seiner Kindheit ab. Er kam aus armen Verhältnissen. Sein Vater war ein Schuhmacher und starb während des Ersten Weltkriegs an der Front in Ostpreußen. Zhitnitski, das älteste von fünf Kindern übte von seinem 12. Lebensjahr verschiedene Tätigkeiten aus, um die Familie finanziell zu unterstützen. Nach der Oktoberrevolution von 1917 tobte im ehemaligen russischen Zarenreich ein Bürgerkrieg. Der 15-jährige Zhitnitski, der von den Idealen der Revolution überzeugt war, trat in die Rote Armee ein, in der er fünf Jahre lang diente. In Petrograd schloss er zunächst einen militärpolitischen Lehrgang ab und studierte im künstlerischen Studio Krunt (Krasnoarmejskij universitet, dt. Universität der Roten Armee). Nach seiner Demobilisierung im Jahre 1923 war er als Arbeiter in Mogiljow tätig. Seine erste Ehefrau war Serafima Isaakowna Ėitingon (bis 1930). Mit ihr zieht er nach Moskau und schließt dort die Arbeiterfakultät für Kunst ab. 1925 fing er ein Studium in der Graphikabteilung im Höheren Künstlerisch-Technischen Institut (WChUTEMAS), in Moskau an. Dort war er unter anderem Schüler von Wladimir Faworski und Lew Bruni. Zhitnitski nahm an studentischen Ausstellungen mit seinen Graphiken und Skulpturen teil. Er beendete 1932 das Studium. 1933 wurde er zum Leiter der Abteilung für künstlerische Gestaltung der Bücher im Belarussischen Staatsverlag ernannt, wo er zahlreiche Bücher belarussischer, ukrainischer und jüdischer Autoren, wie zum Beispiel Janka Maur, Ales‘ Jakimowitsch, Isi Charik, Jakub Kolas, Moische Kulbak, Petro Pantsch illustrierte. Er nahm an vielen Ausstellungen mit seinen Graphiken und Gemälden teil und erhielt für seine Illustrationen zahlreiche Auszeichnungen. Im selben Jahr heiratete er Nina (Nechama) Lewina aus dem Schtetl Uzda und 1934 wurde deren Tochter Lara (Larisa) geboren.
Im Jahre 1936 wurde Zhitnitski zusammen mit dem Direktor und sieben Künstlerkollegen des Verlags mit dem Vorwurf der Mitgliedschaft „einer konterrevolutionären trotzkistischen Gruppe“ verhaftet. Er wurde zu zehn Jahren Haft in einem Straf- und Arbeitslager verurteilt. 1937 kam er im Gulag in Uchta (Uchtpetschlag, Uchtinsko-Petschorski lager) im Nordwesten der RSFSR an, wobei die Gefangenen 760 km der Strecke (Kotlas bis Uchta) in winterlichen Verhältnissen zu Fuß zurücklegen mussten. Als professioneller Künstler erhielt Zhitnitski eine Tätigkeit im Theater der Stadt Uchta (er ersetzte den freigelassenen Künstler und Häftling I. W. Alexejew), wo er unter anderem Theaterkulissen gestaltete. Auch arbeitete er in einer Künstlerwerkstatt. Er teilte sich ein Zimmer mit dem Bildhauer Nikolai Bruni und half dem Bildhauer Gorschkow beim komplexen Abformen und Gießen der Alexander-Puschkin-Skulptur, die von Nikolai Bruni gestaltet wurde. Zudem wurde er Zeuge, wie Bruni verhaftet und nach Uchtarka geschickt, wo dieser daraufhin erschossen wurde.
Im Jahr 1941 wurde er zur allgemeinen Arbeit geschickt. Er arbeitete im Steinbruch einer Ziegelfabrik, als Lader in einer Gipsfabrik, in Torfminen, in Sägewerken und als Dreher in einer Ölmine. 1943 wurde er aus dem Bergwerk abberufen und zum Theater geschickt, um das Stück Russische Menschen von Konstantin Simonow zu entwerfen, bei dem Konstantin Eggert, ein Gefangener, Regie führte. Beeinflusst von Berichten aus den von den Nazis besetzten Gebieten über die Gräueltaten an der jüdischen Bevölkerung und in Sorge um seine Familie fertigte er eine Reihe von Zeichnungen an. Charakteristisch für diese Zeichnungen ist die obligatorische Anwesenheit von Kindern. Der Verwalter des Theaters bewahrte einen Ordner mit den Zeichnungen auf. Zhitnitski arbeitete sieben Monate lang als Verlader in einer Gipsfabrik. Daraufhin kehrte er in die Kunstwerkstätten zurück und arbeitete dort bis zu seiner Befreiung im September 1946.
Nach seiner Rückkehr nach Belarus hatte er kein Recht auf einen Aufenthalt in Minsk und wurde deshalb in Puchowitschi registriert. Er erfuhr vom Tod seiner Frau, seiner Mutter, seiner beiden Schwestern und ihrer Familien in den Ghettos von Minsk und Mogiljow sowie von seinem Bruder an der Front. Nina Hljabko, die Frau des belarussischen Dichters Peter Hljabko, die Marks Tochter Lara während des Krieges bei sich aufgenommen hatte, weigerte sich, sie ihrem Vater zurückzugeben. Er heiratete die jüngere Schwester seiner toten Frau Nina, Basia. Kurz darauf wird deren Sohn Itzhak geboren. Moskauer und Minsker Künstler setzten sich beim Obersten Sowjet für Mark Zhitnitski ein, woraufhin er wieder in Minsk leben durfte. Dort arbeitete er in der satirischen Zeitschrift Woschik (deutsch Igel) mit. Er malt außerdem ein Gemälde über das Minsker Ghetto.
Im März 1949 wurde er erneut verhaftet, für zwei Monate inhaftiert und in Abwesenheit von einer Sonderkommission des MGB (Ministerium für Staatssicherheit (UdSSR)) zu lebenslanger Verbannung in Igarka (Region Krasnojarsk) verurteilt. Seine Frau und sein Sohn kamen nach, sie lebten dort zusammen in einem kleinen Haus am Ufer des Jenissei.
In der Verbannung beschäftigte sich Zhitnitski weiterhin mit Illustrationen, er zeichnete und malte. Seine Gemälde „Erste Siedler“ («Первые поселенцы») und „Eisgang auf dem Jenissei“ («Ледоход на Енисее») befanden sich im Igarka-Museum für Landeskunde (1962 verbrannten sie zusammen mit dem Museum). 1955 durfte er nach Belarus zurückkehren, jedoch wiederum nicht in Minsk ansiedeln. 1956 wurde er rehabilitiert und der Fall aus „Mangel an Beweisen“ eingestellt. Im Jahre 1958 kam seine Tochter Alla zur Welt. Er arbeitete an Zeitschriften und Magazinen mit sowie an Illustrationen und Graphiken. Außerdem unterrichtete er Buchgestaltung in einer Schule für Druckereiwesen.
Zhitnitski schuf eine Reihe von Werken zu jüdischen Themen. Zum einen arbeitete er am Thema des Holocaust: Graphiken über das Minsker Ghetto wie z. B.  „Grube“, „Der letzte Weg“, „Jubiläumsplatz“, „Sehnsucht nach Leben (Nina)“, „Die Rächer. Einheit 106“ usw. Zum anderen schaffte er grafische Serien auf der Grundlage von Werken der jüdischen Schriftsteller Moische Kulbak (12 Werke), Isi Charik (8 Werke) und Scholem Alejchem (29 Werke). Auch entstehen ein Zyklus über den Gulag (10 Werke) und der Zyklus „Chatyn“ (12 Werke). Seine Ausstellungen fanden in Minsk, Mogiljow, Vilnius und Moskau statt. Im Jahre 1963 veranstaltete der Künstlerverband zu Ehren seines sechzigsten Geburtstags in Minsk eine Ausstellung seiner Werke, von denen die meisten jüdische Themen beinhalteten. Über die Ausstellung schrieben ausländische jüdische Zeitungen wie Fołks-Sztyme (Warschau), „Naye Pres“ (Paris) und Maariw (Tel Aviv). Außerdem organisierte er Ausstellungen im Minsker Schriftstellerhaus zum 70. Jahrestag von Moische Kulbak und Isi Charik im Jahr 1968. 1967 feierte er mit seinen Werken den israelischen Sieg im Sechstagekrieg.
Ab 1957 schrieb er Memoiren über sein Leben. Veröffentlicht wurde in der Moskauer Zeitschrift „Sovetish heymland“ ein jiddischsprachiger autobiographischer Bericht namens „Ein Überfall auf Loew“ über den Russischen Bürgerkrieg.
1971 emigrierte Zhitnitski mit seiner Familie nach Israel. Er erschuf mehrere Serien von Zeichnungen, zum Beispiel „Die Klagemauer“, „Megilat Ruth“, 15 Illustrationen zu den Werken von Isaac Bashevis Singer, 25 grafische Blätter über den Gulag. Außerdem arbeitete er an Zeitschriften und Magazinen mit, veröffentlichte Zeichnungen und Artikel. Er hatte erfolgreiche Ausstellungen in Israel und den USA. Mark Zhitnitski starb 1993 in Tel Aviv.

## Ausstellungen
- Yad Vashem, Jerusalem 1974. (Zusammen mit dem Künstler I. Kuzkovski)
- Beit Emmanuel, Ramat Gan 1972.
- Beit Sokolov, Tel Aviv 1972.
- Beit Bnei Brit, Tel Aviv 1975
- Museum von Bat Yam 1985.
- Haaretz-Museum, Tel Aviv 1978.
- Museum der Universität von Wisconsin, USA 1987

## Publikationen
Er veröffentlichte zwei Alben im Verlag Masada: „Opfer des Faschismus“ und „Shalom Aleichem“. 1973 veröffentlichte er seine Memoiren über N. A. Bruni in der „Novoe Russkoe Slovo“. 1978 schrieb er ein autobiographisches Album „Moja zhizn' v risunkach perom“ („Mein Leben mit einer Feder gezeichnet“). 2003 veröffentlichte die Wochenzeitung „Evrejskij Kamerton“ Fragmente von M. Zhitnitskis Memoiren „Iz glubin pamjati“ (dt. „Aus den Tiefen der Erinnerung“).